# McPherson Crags
Die McPherson Crags sind eine Gruppe bis zu 460 m hoher Felsvorsprünge auf Annenkov Island vor der Südküste Südgeorgiens im Südatlantik.
Das UK Antarctic Place-Names Committee benannte sie im Jahr 1977. Namensgeberin ist Ray McPherson (1916–1975), Geistliche beim British Antarctic Survey von 1967 bis 1975.